# Мариди
Мариди је град у вилајету Западна Екваторија у југоисточном делу Јужног Судана. Налази је на изворнишним крацима реке Гел на око 20 километара од границе са ДР Конгом. У близини града се и налази локални аеродром. У Маридију живи 11.090 становника.